# Fraktionierte Dünndarmpassage
Die fraktionierte Dünndarmpassage (FDP) ist eine radiologische Methode zur Darstellung des Dünndarms.
Hierbei trinkt der Patient bis zu 300 ml eines wasserlöslichen ionischen Kontrastmittels. Während das Kontrastmittel auf natürlichem Weg den gesamten Darm passiert, werden Röntgenaufnahmen angefertigt. Deren Anzahl und zeitliche Abfolge richtet sich dabei nach der individuellen Passage des Kontrastmittels.
Mit dieser Untersuchung kann die Passagezeit, also die Zeit, die das Kontrastmittel benötigt, den Dünndarm zu passieren, ermittelt, bzw. ein Ileus bzw. ein Subileus diagnostiziert werden. Sie kommt zum Einsatz, wenn die Dünndarmpassage nach Sellink (Enteroklysma) kontraindiziert ist.
Die Methode wurde 1931 von Pansdorf eingeführt.